# Aeroport Internacional O'Hare
L'Aeroport Internacional O'Hare (codi IATA: ORD; codi OACI: KORD) (en anglès: O'Hare International Airport) o simplement O'Hare Internacional és el principal aeroport de l'àrea metropolitana de Chicago i es troba a uns 27 km del centre comercial de la ciutat. És un important centre de connexions per a United Airlines i American Airlines. L'any 2005 va ser l'aeroport més ocupat pel que fa a les operacions i, actualment, és el tercer aeroport més freqüentat del món, amb més de 64 milions de passatgers durant l'any 2009. A més, té una forta presència internacional, amb vols directes a més de 60 destinacions d'arreu del món.

## Aerolínies i destinacions
| Companyia                                               | Destinacions | Terminal/Sala |
| ------------------------------------------------------- | --- | ------------- |
| Aer Lingus                                              | Dublín | 5M            |
| Aeroméxico                                              | Guadalajara, Mexico City | 5M            |
| Aeroméxico Connect                                      | Durango | 5M            |
| Air Canada                                              | Montréal-Trudeau, Toronto-Pearson | 2E            |
| Air Canada Jazz                                         | Montréal-Trudeau, Toronto-Pearson de temporada: Calgary | 2E            |
| Air Choice One                                          | Burlington (IA), Decatur | 3L            |
| Air France                                              | Paris-Charles de Gaulle | 5M            |
| Air India                                               | Delhi, Hyderabad | 5M            |
| Alaska Airlines                                         | Anchorage, Portland (OR), Seattle/Tacoma | 3L            |
| Alitalia                                                | Roma-Fiumicino | 5M            |
| All Nippon Airways                                      | Tokyo-Narita | 1C            |
| American Airlines                                       | Albuquerque, Austin, Beijing-Capital, Boston, Brussels, Dallas/Fort Worth, Delhi, Denver, Fort Lauderdale, Fort Myers, Helsinki [comença l'1 de maig], Honolulu, Kansas City, Las Vegas, Londres-Heathrow, Los Angeles, Manchester (Regne Unit), Mexico City, Miami, Minneapolis/St. Paul, New Orleans, New York-JFK [acaba el 4 d'abril], New York-LaGuardia, Newark, Orange County, Orlando, Paris-Charles de Gaulle, Philadelphia, Phoenix, Raleigh/Durham, Reno/Tahoe, St. Louis, San Antonio, San Diego, San Francisco, San Jose (CA), San José del Cabo, San Juan, Seattle/Tacoma, Shanghai-Pudong, Tampa, Tokyo-Narita, Toronto-Pearson, Tucson, Tulsa, Washington-National, West Palm Beach de temporada: Acapulco, Anchorage, Calgary, Cancun, Cozumel [comença el 12 de febrer], Dublin, Eagle/Vail, El Paso, Gunnison/Crested Butte, Hayden/Steamboat Springs, Jackson Hole, Montego Bay, Montrose, Palm Springs, Puerto Vallarta, Rome-Fiumicino, Salt Lake City, Vancouver | 3H, 3K, 3L    |
| AmericanConnection operat per Chautauqua Airlines       | Bloomington/Normal, Cedar Rapids/Iowa City, Cincinnati/Northern Kentucky, Flint, Fort Wayne, Grand Rapids, Indianapolis, Kalamazoo, La Crosse, Louisville, Madison, Milwaukee, Moline/Quad Cities, Oklahoma City, Peoria, Springfield (IL), Wausau/Stevens Point, White Plains | 3L            |
| American Eagle                                          | Allentown/Bethlehem, Atlanta, Baltimore, Blountville/Tri-Cities, Buffalo, Calgary, Champaign/Urbana, Charleston (WV), Charlotte, Chattanooga, Cleveland, Columbus (OH), Dayton, Denver, Des Moines, Detroit, Dubuque, Evansville, Fargo, Fayetteville (AR), Grand Rapids, Green Bay, Harrisburg, Hartford, Houston-Intercontinental, Huntsville, Jacksonville, Kalamazoo, Kansas City, Knoxville, La Crosse, Lexington, Little Rock, Madison, Manhattan (KS), Marquette, Memphis, Milwaukee, Minneapolis/St. Paul, Montréal-Trudeau, Nashville, Newark, New Orleans, New York-JFK [comença el 5 d'abril], Oklahoma City, Omaha, Ottawa, Pensacola, Philadelphia, Pittsburgh, Raleigh/Durham, Rapid City, Richmond, Rochester (MN), Rochester (NY), Salt Lake City, San Antonio, Sioux Falls, Springfield (IL), Springfield (MO), Syracuse, Toledo, Toronto-Pearson, Traverse City, Tulsa, Washington-National, Wichita, Wilkes-Barre/Scranton de temporada: El Paso | 3G, 3H        |
| Asiana Airlines                                         | Seoul-Incheon | 5M            |
| British Airways                                         | London-Heathrow | 5M            |
| Cayman Airways                                          | de temporada: Grand Cayman | 5M            |
| Continental Airlines                                    | Cleveland [comença el 4 de gener], Fort Lauderdale [comença el 17 de febrer], Houston-Intercontinental, Newark, West Palm Beach [comença el 17 de febrer] | 1B            |
| Continental Connection operat per Colgan Air            | Cleveland | 1B            |
| Continental Express operat per Chautauqua Airlines      | Cleveland | 1B            |
| Continental Express operat per ExpressJet Airlines      | Cleveland | 1B            |
| Delta Air Lines                                         | Atlanta, Detroit, Memphis, Minneapolis/St. Paul de temporada: Salt Lake City | 2E            |
| Delta Connection operat per Atlantic Southeast Airlines | Cincinnati/Northern Kentucky, Memphis | 2E            |
| Delta Connection operat per Chautauqua Airlines         | Cincinnati/Northern Kentucky | 2E            |
| Delta Connection operat per Comair                      | Atlanta, Cincinnati/Northern Kentucky, Detroit, Memphis, Minneapolis/St. Paul, New York-JFK | 2E            |
| Delta Connection operat per Compass Airlines            | Detroit, Minneapolis/St. Paul | 2E            |
| Delta Connection operat per Mesaba Airlines             | New York-JFK, Salt Lake City | 2E            |
| Delta Connection operat per Pinnacle Airlines           | Memphis | 2E            |
| Delta Connection operat per Shuttle America             | Atlanta, Cincinnati/Northern Kentucky, New York-LaGuardia | 2E            |
| Delta Connection operat per SkyWest Airlines            | Minneapolis/St. Paul, Salt Lake City | 2E            |
| Etihad Airways                                          | Abu Dhabi | 5M            |
| Iberia                                                  | Madrid | 3K            |
| Iceland Express                                         | Reykjavik-Kleflavik [comença el 10 de juny] | 5M            |
| Japan Airlines                                          | Tokyo-Narita | 5M            |
| JetBlue Airways                                         | Boston, Long Beach, New York-JFK | 2E            |
| KLM                                                     | Amsterdam | 5M            |
| Korean Air                                              | Seül-Incheon | 5M            |
| LOT Polish Airlines                                     | Varsòvia | 5M            |
| Lufthansa                                               | Düsseldorf, Frankfurt, Múnic | 1B            |
| Norwegian Air Shuttle                                   | London Gatwick, Paris CDG, Roma | 1B            |
| Pakistan International Airlines                         | Barcelona, Islamabad, Karachi, Lahore | 5M            |
| Royal Jordanian                                         | Amman-Queen Alia | 5M            |
| Scandinavian Airlines                                   | Copenhagen, Stockholm-Arlanda | 5M            |
| Spirit Airlines                                         | Atlantic City [comença el 3 de març], Fort Lauderdale, Fort Myers, Las Vegas de temporada: Myrtle Beach | 3L            |
| Swiss International Air Lines                           | Zurich | 5M            |
| TACA                                                    | Guatemala City, San Salvador | 5M            |
| Turkish Airlines                                        | Istanbul-Atatürk | 5M            |
| United Airlines                                         | Albany, Amsterdam, Atlanta, Baltimore, Beijing-Capital, Boise, Boston, Brussels, Buffalo, Calgary, Cancun, Charlotte, Cincinnati/Northern Kentucky, Cleveland, Columbus, Dallas/Fort Worth, Denver, Des Moines, Detroit, Frankfurt, Grand Rapids, Harrisburg, Hartford, Hong Kong, Honolulu, Houston-Intercontinental, Jacksonville, Kansas City, Las Vegas, Londres-Heathrow, Los Angeles, Mexico City, Minneapolis/St. Paul, Múnic, New Orleans, New York-LaGuardia, Newark, Omaha, Orange County, Orlando, Paris-Charles de Gaulle, Philadelphia, Phoenix, Pittsburgh, Portland, Providence, Puerto Vallarta, Raleigh/Durham, Richmond, Rochester, Sacramento, San Diego, San Francisco, San Juan, São Paulo-Guarulhos, Seattle/Tacoma, Shanghai-Pudong, Singapore, Tampa, Tokyo-Narita, Toronto-Pearson, Vancouver, Washington-Dulles, Washington-National de temporada: Anchorage, Aruba, Bozeman, Cozumel, Eagle/Vail, Hayden/Steamboat Springs, Jackson Hole, Kahului, Liberia (Costa Rica), Montego Bay, Palm Springs, Punta Cana, Rapid City, Roma-Fiumicino, St. Maarten, St. Thomas, San José del Cabo | 1B, 1C        |
| United Express operat per Atlantic Southeast Airlines   | Charleston (SC), Cincinnati/Northern Kentucky, Columbia (SC), Columbus (OH), Detroit, Greensboro, Huntsville, Jacksonville, Norfolk, Pensacola, Rochester (NY), Savannah, South Bend | 1E            |
| United Express operat per ExpressJet Airlines           | Akron/Canton, Albany, Allentown/Bethlehem, Appleton, Birmingham (Estats Units), Bismarck, Buffalo, Burlington, Cedar Rapids/Iowa City, Cincinnati/Northern Kentucky, Cleveland, Dayton, Des Moines, Detroit, Fargo, Fayetteville (AR), Grand Rapids, Green Bay, Greensboro, Greenville/Spartanburg, Indianapolis, Kansas City, Knoxville, Lansing, Lexington, Lincoln, Little Rock, Louisville, Madison, Nashville, Norfolk, Oklahoma City, Pensacola, Peoria, Pittsburgh, Rapid City, Roanoke, Rochester, Sioux Falls, South Bend, Springfield (MO), Syracuse, Traverse City, Tulsa, Wichita, Wilkes-Barre/Scranton | 1C, 1E,       |
| United Express operat per GoJet Airlines                | Albany, Austin, Burlington (VT), Cincinnati/Northern Kentucky, Dayton, Detroit, Greensboro, Jacksonville, Kansas City, Manchester (NH), Moline/Quad Cities, Montréal-Trudeau, New Orleans, Newark [ends January 2], Norfolk, Oklahoma City, Philadelphia, Portland (ME), Providence, Richmond, Rochester (NY), St. Louis, San Antonio, Syracuse, Toronto-Pearson | 1C            |
| United Express operat per Mesa Airlines                 | Appleton, Buffalo, Burlington (VT), Charleston (SC), Charlotte, Dayton, Des Moines, Detroit, Harrisburg, Hartford, Houston-Intercontinental, Jacksonville, Kansas City, Memphis, Norfolk, Philadelphia, Pittsburgh, Portland (ME), Raleigh/Durham, Rochester (NY), San Antonio, Savannah, South Bend, Syracuse | 1C, 1E, 1F    |
| United Express operat pere Shuttle America              | Albuquerque, Atlanta, Austin, Boston, Buffalo, Cedar Rapids/Iowa City, Charlotte, Columbus (OH), Dallas/Fort Worth, Des Moines, Edmonton, Fort Myers, Grand Rapids, Halifax, Hartford, Houston-Intercontinental, Indianapolis, Kansas City, Louisville, Miami, Minneapolis/St. Paul, Moline/Quad Cities, Montréal-Trudeau, New Orleans, New York-LaGuardia, Norfolk, Ottawa, Pittsburgh, Quebec City, Raleigh/Durham, Rochester (NY), Salt Lake City, San Antonio, Toronto-Pearson, Washington-National, White Plains Seasonal: Myrtle Beach, Spokane, | 1B, 1C        |
| United Express operat per SkyWest Airlines              | Allentown/Bethlehem, Asheville, Austin, Birmingham (AL), Boise, Bozeman, Calgary, Cedar Rapids/Iowa City, Charleston (WV), Cincinnati/Northern Kentucky, Cleveland, Colorado Springs, Columbus (OH), Dallas/Fort Worth, Dayton, Des Moines, Detroit, Duluth, Eau Claire, Edmonton, El Paso, Fargo, Fayetteville (AR), Fort Wayne, Grand Rapids, Green Bay, Hancock/Houghton, Indianapolis, Kansas City, Knoxville, Lansing, Lexington, Lincoln, Little Rock, London (ON), Louisville, Madison, Memphis, Milwaukee, Moline/Quad Cities, Muskegon, Nashville, New Orleans, Norfolk, Oklahoma City, Omaha, Ottawa, Paducah, Quebec City, Regina, Saginaw, Salt Lake City, San Antonio, Saskatoon, Sioux Falls, South Bend, Spokane, Springfield (IL), Syracuse, Traverse City, Tulsa, Wausau/Stevens Point, White Plains, Wichita, Winnipeg de temporada: Aspen, Billings, Hayden/Steamboat Springs, Kalispell, Missoula, Rapid City | 1C, 1E, 1F    |
| United Express operat per Trans States Airlines         | Cedar Rapids/Iowa City, Cincinnati/Northern Kentucky, Columbus (OH), Dayton, Greensboro, Harrisburg, Knoxville, Madison, Manchester (NH), Moline/Quad Cities, Nashville, Norfolk/Virginia Beach, Omaha, Ottawa, Richmond, Roanoke, Rochester (NY), St. Louis, Savannah, South Bend, Springfield (MO), Syracuse, Tulsa | 1B, 1C        |
| US Airways                                              | Charlotte, Philadelphia, Phoenix | 2E, 2F        |
| US Airways Express operat per Republic Airlines         | Charlotte | 2E, 2F        |
| USA3000 Airlines                                        | Cancun, Cincinnati/Northern Kentucky, Cleveland, Ft. Myers, Huatulco, Montego Bay, Puerto Vallarta, Punta Cana de temporada: Cozumel, Ixtapa\Zihuatanejo, San José del Cabo | 5M            |
| Virgin Atlantic Airways                                 | de temporada: London-Heathrow | 5M            |